# Joeri Dolgoroeki
Joeri Vladimirovitsj Dolgoroeki (Russisch: Юрий Долгорукий), ± 1099 - 15 mei 1157) regeerde als Grootvorst (Veliki Knjaz) van Kiev van september 1149 tot april 1151 en daarna opnieuw van 1155 tot aan zijn dood. 
 Zijn regeerperiode stond aan de basis van het vorstendom Vladimir-Soezdal, dat halverwege de 12e eeuw een prominente rol speelde binnen het Kievse Rijk. Zijn afstammelingen worden Joerjevitsji genoemd ("zonen van Joeri").

## Vorming van Rostov-Soezdal
Joeri was de zesde zoon van Vladimir Monomach. In 1108 werd hij door zijn vader uitgestuurd naar Rostov om in diens naam dit uitgestrekte apanage in het noordoosten van zijn vaders erfland te besturen. In 1121 leidde grote onenigheid met de bojaren van Rostov ertoe dat Joeri de hoofdstad van zijn gebieden verplaatste van Rostov naar Soezdal. De regio nam een sleutelpositie in voor de rivierhandel over de Wolga tussen de Republiek Novgorod in het westen en Wolga-Bulgarije in het oosten. Daarom bouwde Joeri verschillende vestingen langs de Wolga om tol te heffen en deze te kunnen afdwingen. Zo stichtte hij de steden Ksnjatin (1134), Pereslavl-Zalesski en Joerjev-Polski (1152), en Dmitrov (1154). Ook de nederzettingen Tver, Kostroma en Vologda worden algemeen beschouwd als stichtingen waar hij het initiatief toe nam.
In 1147 had Joeri Dolgoroeki een ontmoeting met Svjatoslav Olgovitsj in een plaats gelegen aan de Moskva-rivier, het toekomstige Moskou. Deze eerste vermelding van Moskou wordt traditioneel beschouwd als stichtingsdatum. In 1156 liet Joeri het dorpje Moskou versterken met houten omwallingen en een ringgracht.

## Strijd om Kiev
Hoewel hij bezig was zijn eigen apanage te ontwikkelen, zat Joeri ook te azen op de troon van Kiev. Vanwege zijn bemoeienissen met de staatszaken in het zuiden kreeg hij de de bijnaam (Dolgoroeki die Langarmig betekent, van de Russische woorden dolgo (долго) = lang en roeka (рука) = hand of arm).

Bij de dood van zijn oudere broer Mstislav de Grote in 1132, viel het Rijk van Kiev uiteen, zoals een bepaalde kroniek vermeldt. Joeri maakte gebruik van deze verdeeldheid om geleidelijk zijn invloedssfeer uit te breiden, tot hij in 1147 kon beginnen aan de eindstrijd tegen de stad Kiev, die hij twee jaar later zou veroveren. In 1151 werd hij tijdelijk uit de hoofdstad verdreven door zijn neef Izjaslav, de zoon van Mstislav, maar in 1155 veroverde hij Kiev opnieuw. 

Zijn schielijk overlijden in 1157 veroorzaakte in de hoofdstad een opleving van vijandelijke gevoelens tegenover Soezdal. Joeri Dolgoroeki werd begraven in de kerk van de Verlosser te Kiev, maar het graf is nu leeg.

## Huwelijk en kinderen
Joeri's eerste vrouw was een dochter van Aepa Ocenevitsj, khan van de Koemanen. Zijn tweede vrouw was Helena. Vsevolod het Grote Nest (1154-1212) was een zoon uit zijn tweede huwelijk. Een andere zoon was Andrej Bogoljoebski.

## Varia
De stad Moskou beschouwt Joeri Dolgoroeki als haar stichter en eert hem als zodanig op verschillende manieren.
- Haar beschermheilige, Sint Joris die de draak verslaat, prijkt op het wapenschild van de stad.
- In 1947, naar aanleiding van het 800-jarig bestaan van Moskou, werd een herdenkingspenning met zijn beeltenis gedrukt.
- In 1954 werd voor Joeri een monument opgericht op het Tverskaja-plein, gelegen aan de Tverskaja, een der belangrijkste hoofdstraten van de stad.
- Er is een Russische atoomonderzeeboot naar Joeri genoemd.